# プジョー・307 WRC
プジョー・307 WRC（Peugeot 307 WRC）は、フランスの自動車メーカーであるプジョーが開発したワールドラリーカー。

## 概要
2000 - 2002年までマニュファクチャラーズタイトル3連覇を達成していたプジョー・スポールであったが、2003年は無冠に終わる。またプジョー販売戦略上の都合もあり、2004年から206 WRCから307CCをベースとしたWRカーの307 WRCにスイッチすることになる。

## 技術
クーペカブリオレの307CCをベースとしたのは、テクニカルディレクターのミシェル・ナンダンによると低重心かつ空力特性に優れているためである。また他社より重いウィンドウスクリーンのデメリットを打ち消せる規定であったことも追い風となった。
しかしFIA（国際自動車連盟）は前例のないクーペカブリオレの307CCをベース車両として認可するに当たり、ルーフの折り畳みメカニズムやモーターは外しても良いがルーフ構造は維持せよという条件をプジョーにつきつけた。ルーフピラーのない307CCは、ロールケージを溶接してボディ剛性を強化する手法は使えず、さらに両者の固定にも溶接を用いてはならず、ボルトで行うべしという通達もあった。当時のWRカーのボディ剛性は主にロールケージの溶接により獲得しており、ケージとピラー・ルーフ類との溶接も併せてベース車両から4 - 5倍ものボディ剛性アップを実現するのがセオリーだが、これらが使えなくなったためボディのねじれ剛性の確保が問題となった。とはいえ206 WRCは元々剛性は高くなかったことや、2002年に最低重量が規定され剛性強化をしやすくなったこともあり、307 WRCでの剛性劣化はそれほど大きくなかった。
スペースの都合で206 WRC時代に横置きエンジン＋縦置きギアボックスだったレイアウトは、307でスペースに余裕が出たため横置きギアボックス化されている。また車内空間も広がったことから、脚の長かったマーカス・グロンホルムは206に比べて車内区間は天国のようだと発言している。ただしナビのティモ・ラウティアイネンは2004年ラリー・オブ・ターキーで着地の際の衝撃で突き抜けた金属棒が尻に刺さったり、2005年ラリー・フィンランドでも着地で背中を痛めたりと散々な目に遭っている。
トップスピードをほとんど使用しないラリーでの軽量化を狙い、5速に加えて部品点数の少ないヒューランド製4速ギアボックスもホモロゲーション取得した。エンジンはライバルであり子会社のシトロエン・クサラ WRCと同じXU7JP4を1,997ccに排気量拡大したもので、206 WRCに引き続きピポ・モチュールがチューニングを担当。ホモロゲーションの期限は切れていたが、設計の変更はしないことを条件に使用が認可されていた。デフはフルアクティブ化されていない。タイヤはミシュランを履く。
排熱にも弱点を持っていたため、リエゾン用小型クーラーとサイドウィンドウに反射フィルムを装備した。また2004年ラリー・フィンランド以降は車内へ外気を送り込むためのダクトをサイドミラーから伸ばしていた。

## 戦歴

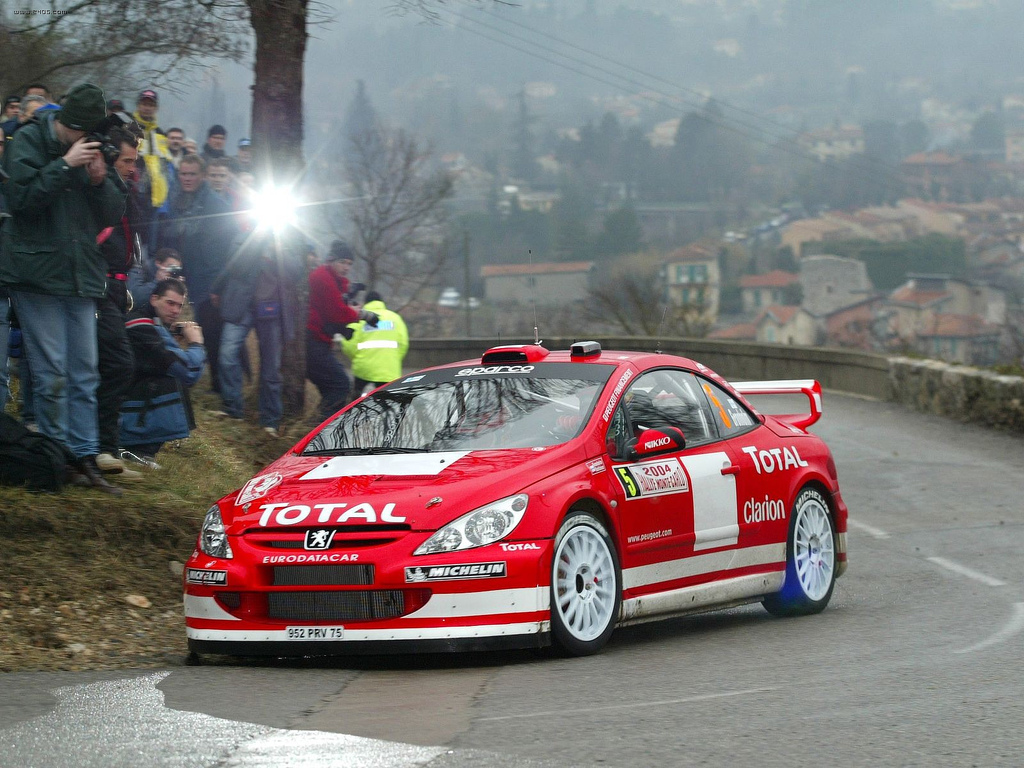
2004年ラリー・モンテカルロにてマーカス・グロンホルムがドライブ

実戦デビュー後は度重なるギアボックス、パワーステアリング、ディファレンシャルギアなどの油圧系・駆動系を中心にトラブルが頻発し不振を極めた。特にギアボックスの信頼性不足は深刻で、SS後の車中インタビューでドライバーが「ギアが3速にしか入らない」と訴える場面がよく見られた。デビュー年はフレディ・ロイクスを2戦走らせただけで更迭し、前年解雇したはずのハリ・ロバンペラを復帰させるなど、ドライバー体制でも迷走した。当時プジョーのエースだったマーカス・グロンホルムが乗ればそこそこの速さを見せたが、オーバーステアが強く、強力なエンジンとトルクバンドの合わない4速ギアボックスや振動の問題が深刻な5速ギアボックスを乗せた307 WRCは、極めてピーキーなマシンとなっていた。
あまりのマシントラブルの多さにグロンホルムは、2004年ラリー・メキシコではインタビューで「パワーステアリングが無い！あと2ステージも残ってるのにこのクルマにはもううんざりだ（Im' fed up with this car!）」と吐き捨てていた。この発言はグロンホルムの名言の中でも特に有名なもので、2022年スウェーデンのプレスカンファレンスで「グロンホルムのお気に入りの武勇伝は？」と聞かれたエルフィン・エバンスはこの「うんざり」発言を挙げていた。
しかし速さは十分なものを持っており、2004年のステージウィン数はスバル・インプレッサWRCに次ぐ2位であった。グロンホルムの母国ラリー・フィンランドでは初優勝を飾り、ハリ・ロバンペラと併せて7度表彰台を獲得した。このフィンランドでは2日目に4速にギアが入らないにもかかわらずタイムロスは最小限に抑えられたため、ラウティアイネンに唆される形でグロンホルムは「ギアは3速で十分だとコラド（・プロベラ代表）に言ってくれ（Tell Corrado three is enough!）」と笑顔で言い放っている。またラリー・スウェーデンではグロンホルムは「206 WRCよりも走行安定性が高く、神経質にならず、運転しやすかった」ともコメントしている。
2005年シーズンはトラブルの頻発は解決されたものの、ピレリタイヤにスイッチしたことによりタイヤの競争力不足に悩まされた。フィンランド連覇、そしてラリー・ジャパンと合わせて通算3度の優勝を飾ったが、結局307 WRCでは往年のプジョーの強さを取り戻すまでには至らなかった。ラリーGBではマルコ・マルティンがクラッシュし、ナビのマイケル・パークが死亡する事故も起きた。

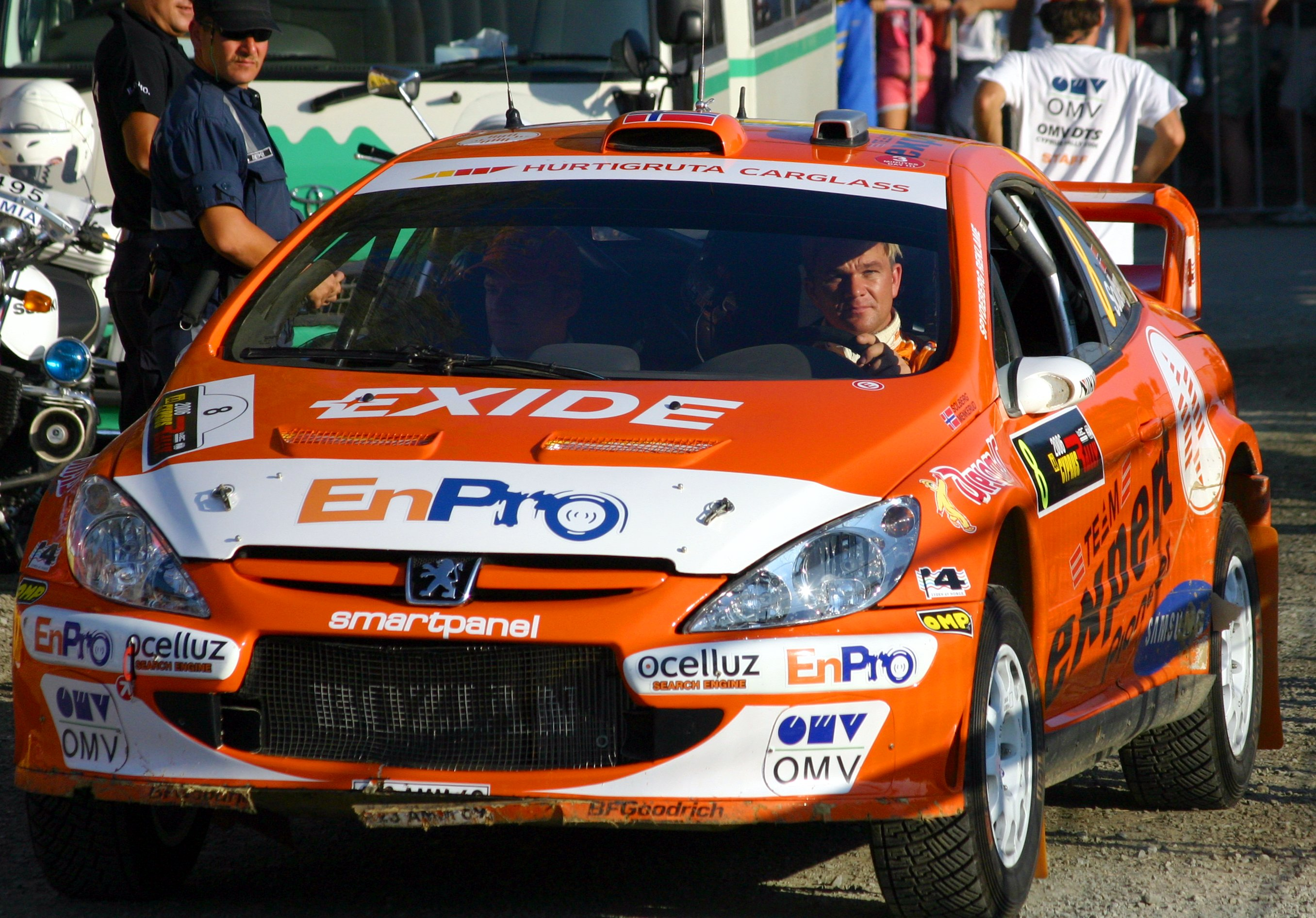
2006年キプロス・ラリーにて、ヘニング・ソルベルグがドライブ

ル・マン24時間レースへ転身するためプジョー・スポールが撤退した2006年シーズンには、ディーラー系チーム「OMVプジョー・ノルウェーWRT」が、2005年度のワークスマシンを元としたカスタマー・スペック車を一年だけエントリーさせていた。オーストリア人のマンフレッド・ストールが3度表彰台を獲得してドライバーズランキングでは4位、ヘニング・ソルベルグとジジ・ガリも1度ずつ表彰台に上るなど、そこそこの結果を残した。
ペター・ソルベルグはスバル撤退後の2009年にプライベーターとして参戦する際に307 WRCを検討したが、「エンジンは最新のWRカーと比べても負けないほど力強かったが、ステアリングフィーリングが全くダメで、安心して全開アタックができない」と評し、採用を見送っている。

## ギャラリー

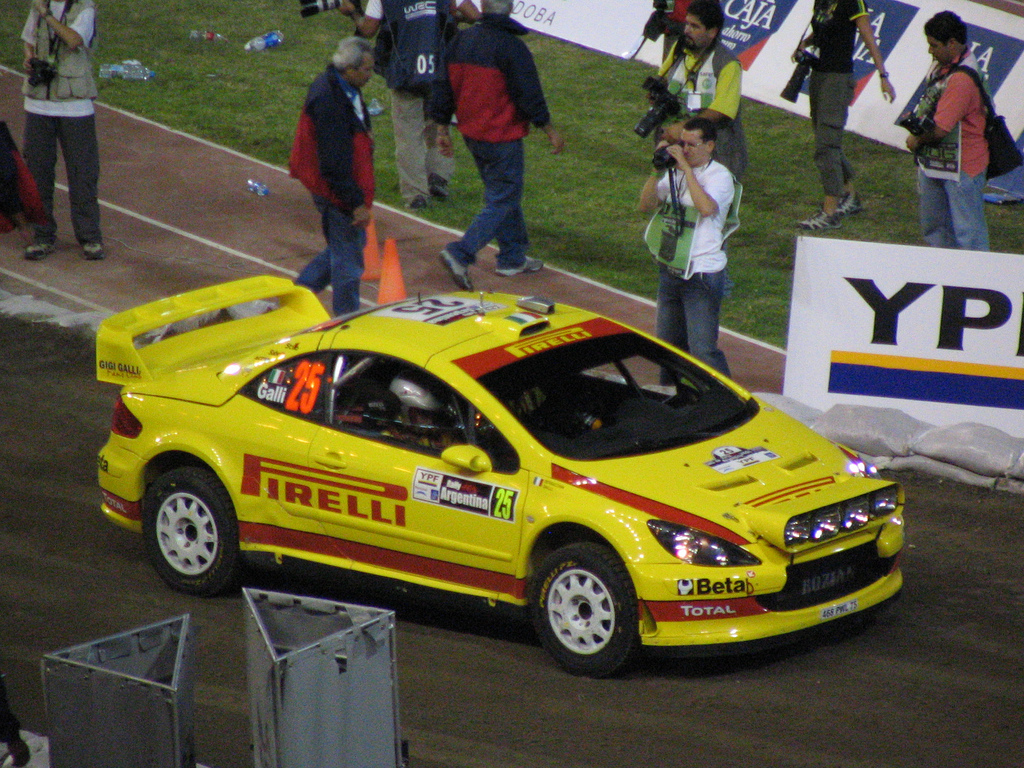
2006年ラリー・アルゼンチンにてジジ・ガリがドライブ
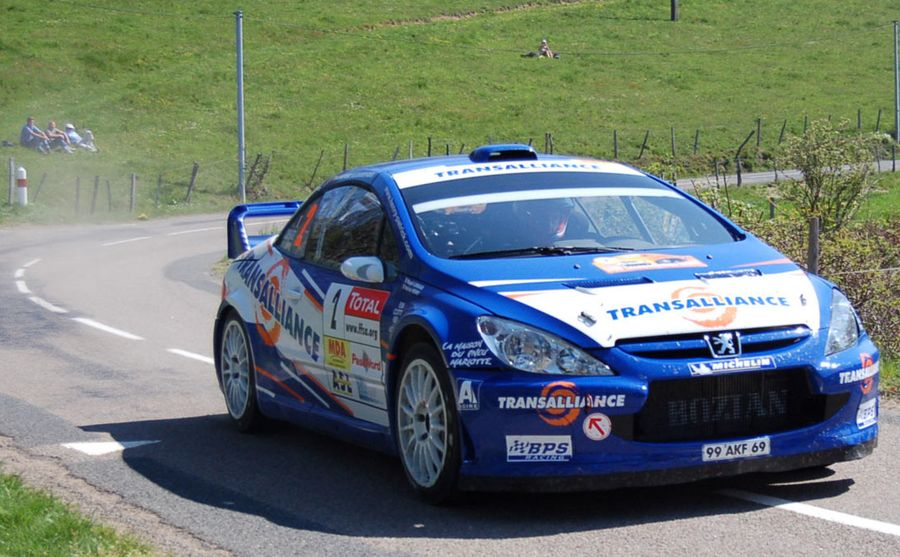
2007年ラリー・ド・リヨン-シャボニエールにてパトリック・アンリがドライブ
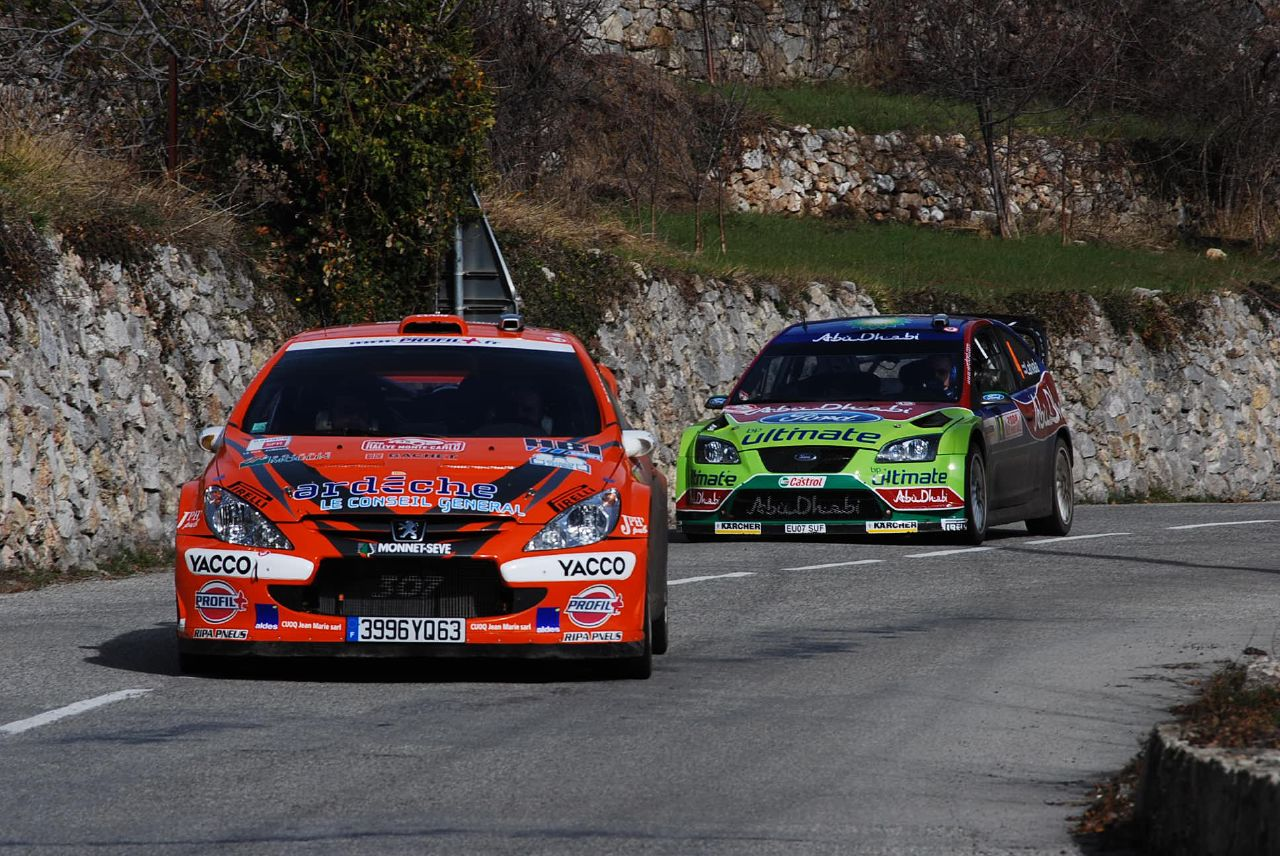
2008年ラリー・モンテカルロにてジャン＝マリー・クックがリエゾンでドライブ（後ろはヤリ＝マティ・ラトバラのフォード・フォーカスWRC）
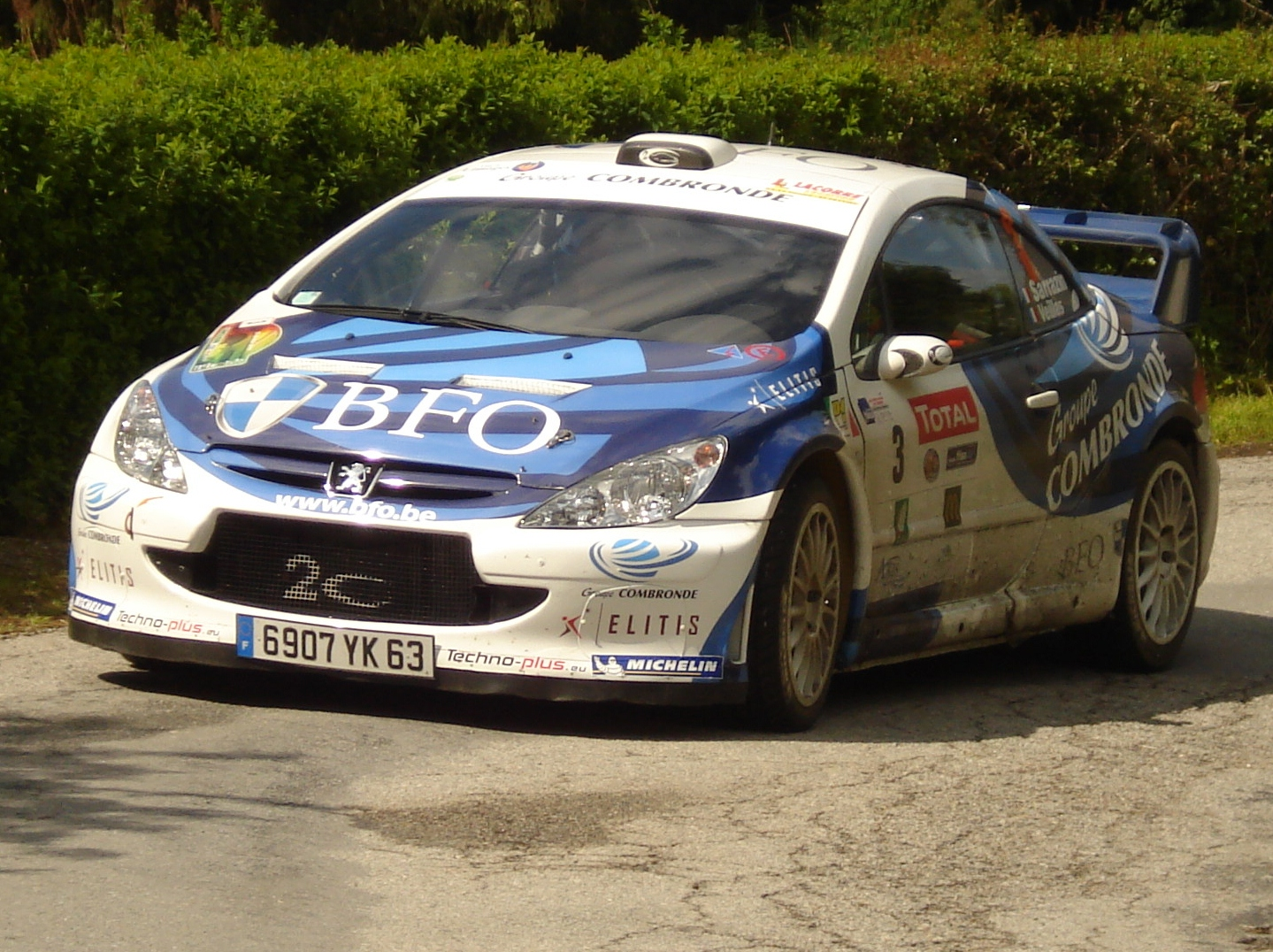
2012年ラリー・リムーザンにてステファン・サラザンがドライブ